# 대한민국-파푸아뉴기니 관계
대한민국과 파푸아뉴기니는 1976년에 수교하였으며, 파푸아뉴기니는 조선민주주의인민공화국과도 수교한 남북동시수교 국가이다. 양국은 상주공관을 두고 있다. 파푸아뉴기니는 서울에 주한 파푸아뉴기니 대사관이, 대한민국은 포트모르즈비에 주파푸아뉴기니 대한민국 대사관이 설치되어 있다. 파푸아뉴기니에 대한민국은 제45번째 수교국이기도 하다.

## 상세
파푸아뉴기니에 약 145명의 한민족이 거주하고 있다. 대한민국은 파푸아뉴기니에 ODA를 3,188만 달러를 지원하였다. 파푸아뉴기니는 2000년대부터 북진정책(Look North Policy)를 통해서 한국과 관계를 강화하고 있다. 2018년에 파푸아뉴기니가 아시아 태평양 경제협력체 정상회담을 개최하였고, 이에 문재인 대통령은 수교 이후 최초로 파푸아뉴기니를 방문하여 피터 오닐 파푸아뉴기니 총리와 정상회담을 가졌다.

## 같이 보기
- 대한민국의 대외 관계
- 파푸아뉴기니의 대외 관계